# 漸新象
漸新象（學名Phiomia），學名意爲“法尤姆的”，又名菲歐米象、弗歐米象或始乳齒象，是生存於3700萬年前始新世晚期至3000萬年前漸新世早期北非的一屬原始長鼻目。
漸新象高約2.5米，有點像現今的象。根據其鼻骨形狀推斷，牠們的鼻子很短。在上顎有短的象牙，而下顎也有像鏟子的象牙，可能是用來籌集食物的。這種特徵就像中新世的铲齿象、古鏟齒象及Amebelodon，但卻較為細小。上顎的象牙可以用來防衛或抓開樹皮。
漸新象在非洲尼羅河流域出沒。其後演化成體型較大，牙和鼻都較長的楔獸象。

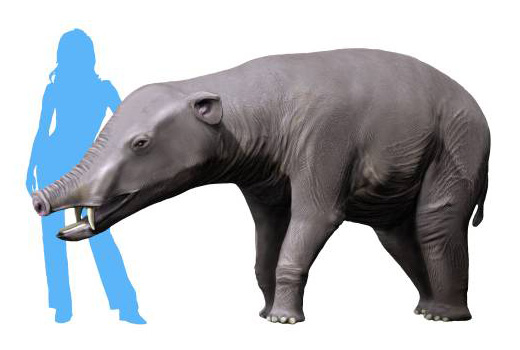
P. serridens与人类的对比[來源請求]
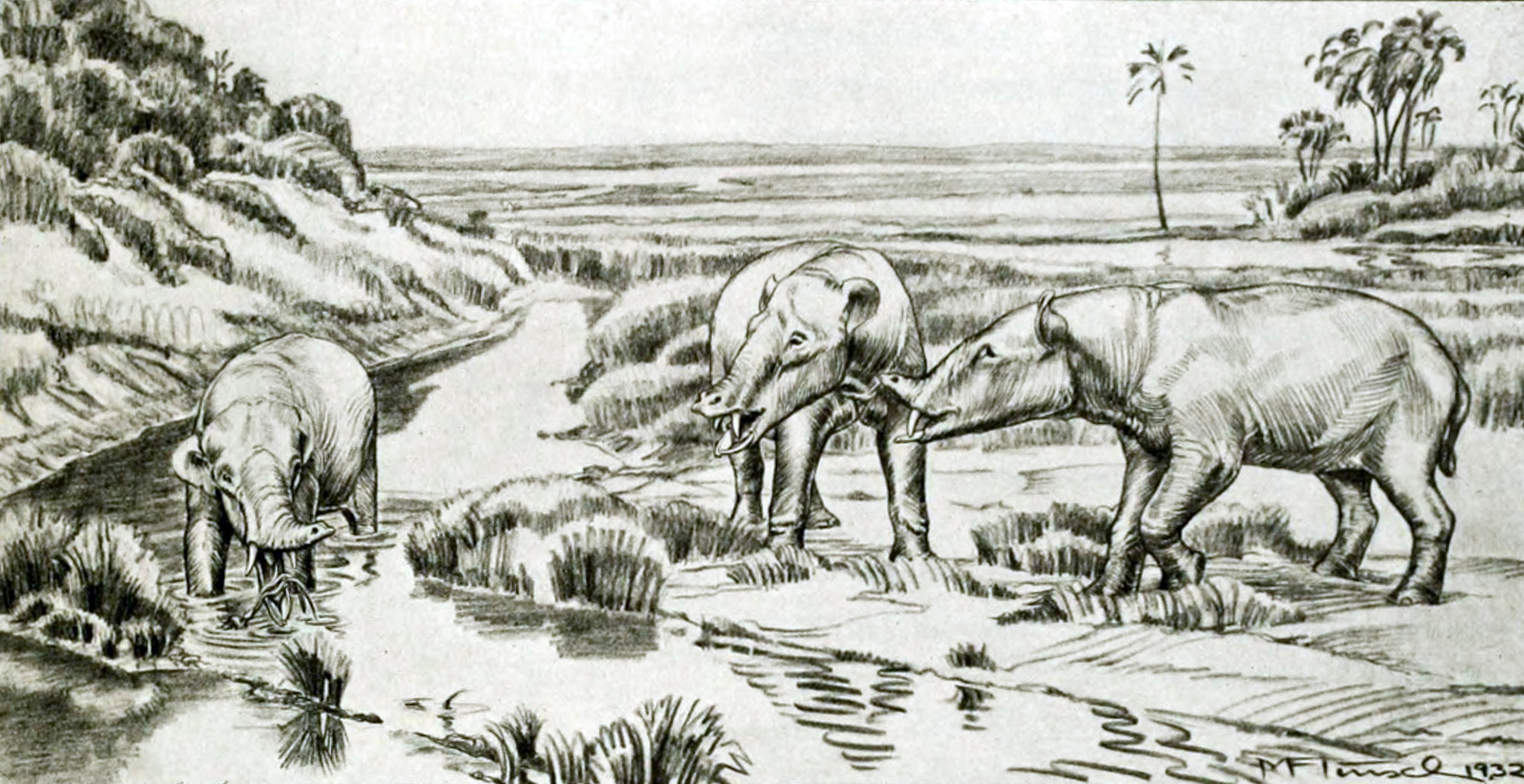
黑白复原图
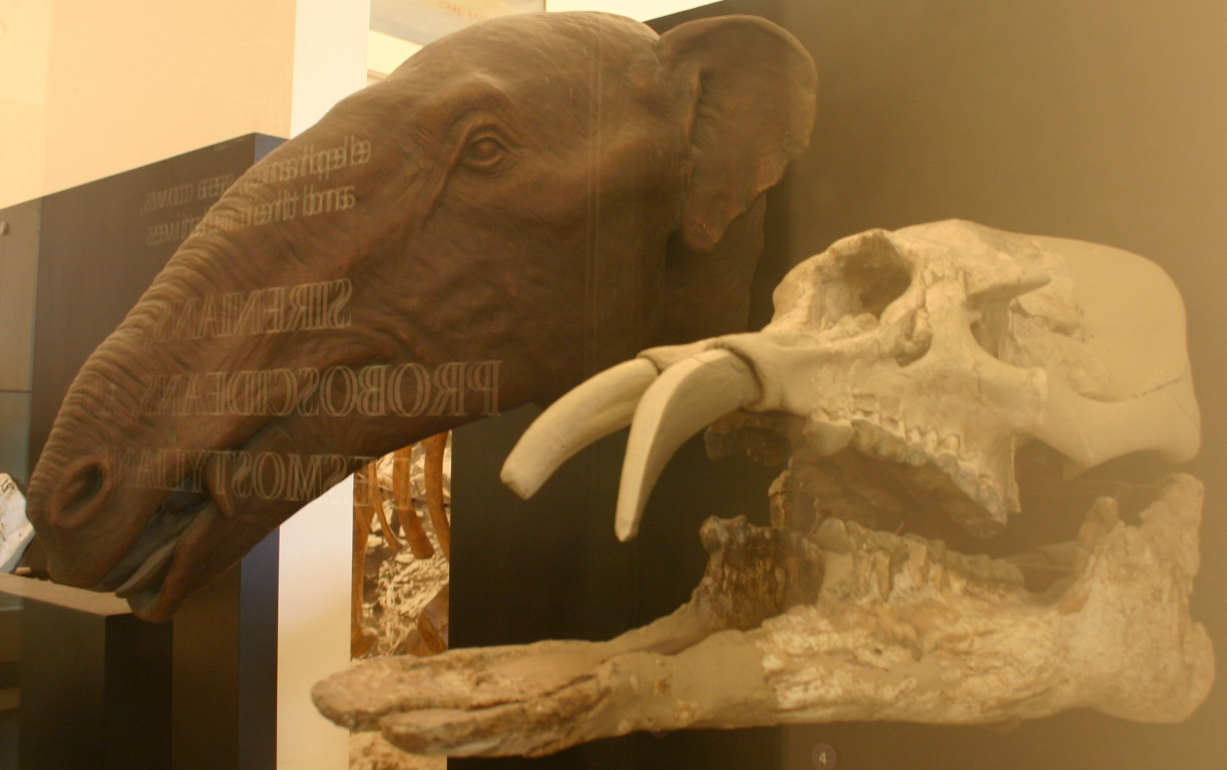
P. minor 的头骨与模型